# António Polainas
António Fernando Serôdio Gomes Polainas, também internacionalmente conhecido por António Polainas (Lisboa, 23 de outubro de 1958) é um cenógrafo, arquiteto e docente universitário português.

## Carreira académica e profissional
Licenciado em Arquitectura pela Escola Superior de Belas-Artes de Lisboa (ESBAL), Mestre em Teoria de Arquitectura e Doutor em Arquitectura e Urbanismo pela Universidade da Beira Interior (UBI), António Polainas dedicou a sua vida profissional à arquitectura, à cenografia e ao ensino universitário.
Desde 1977 que trabalha na RTP desenvolvendo actividades como cenógrafo, responsável da execução cenográfica, chefe de planeamento e gestão de meios operacionais e chefe de departamento de videografismo. 
Desde 1998 é monitor do Centro de Formação da RTP na área de cenografia de televisão. No âmbito das parcerias entre a RTP e as suas congéneres nos PALOP's, tem assegurado diversos trabalhos de cenografia em Angola, Moçambique, Cabo Verde, Guiné e São Tomé e Príncipe conciliando estas funções com a de docente universitário e diversos trabalhos de investigação. 
É igualmente conhecido por ser um dos sócios fundadores da SCENA - Associação Cenografia de Portugal.
Atualmente a sua obra e contactos encontra-se no site www.antoniopolainas.com

## Cenografia em televisão

### Obras mais significativas
- A hora do Lecas;
- Mais certo que sem dúvida;
- Talk Show;
- Missa para celebração da Festa do Santo Espírito Açores;
- Sonata para piano;
- Maratona Tóquio 91;
- Tu cá tu lá;
- Brinca Brincando;
- domingo Desportivo;
- Controvérsias;
- Tele Regiões;
- Andebol Tavira;
- Presidência Portuguesa na CEE - CCB;
- Festival RTP da Canção no Teatro S. Luís;
- Domingo Desportivo Madeira, Telejornal Madeira;
- Peça de Teatro de Artur Ramos Conta Comigo;
- Série em directo com...;
- Série Prova Oral;
- Debate Televisivo ET;
- Debate Fernando Nogueira e António Guterres;
- eleições legislativas 95;
- Debate Jorge Sampaio e Cavaco Silva;
- Oscar 96;
- Talk Show RTPi;
- Décores para RTP;
- Concurso para Cabo Verde;
- “Millenium”;
- Telejornal Açores;
- Estrada Viva;
- Bug 2000;
- Infantaria;
- O recreio do Tonecas;
- Casos da Vida;
- O Outro Lado;
- Debate Presidenciais;
- Eleições Presidenciais 2001;
- Camarate 2001;
- Conversas Privadas;
- Artigo 37; Grande Debate Droga;
- Grande Entrevista Judite-Sousa;
- Jornal 2;
- Parlamento;
- Jogo Falado;
- Grande Informação- Maria Elisa;
- Teledependentes – Mandala Cenografia Virtual;
- Planeta Azul;
- Gala dos 50 anos da RTP.